# Classe Shinyo
I motoscafi classe Shinyo (震洋?, Shin'yō, lett. "Maremoto") erano piccole imbarcazioni giapponesi specificamente progettate per compiere missioni suicide durante le ultime fasi della seconda guerra mondiale.

## Contesto
Verso la fine del 1943 la situazione delle forze armate giapponesi si stava deteriorando in favore degli Alleati. Considerando ormai inevitabile il loro l'arrivo a ridosso delle coste giapponesi i comandi nipponici decisero di sviluppare una serie di mezzi da usare come extrema ratio: i kamikaze per l'aviazione, siluri Kaiten e motoscafi Shinyo per la marina.

## Sviluppo
L'idea era di sviluppare piccole imbarcazioni governabili da un solo uomo con motore fuoribordo che potessero trasportare una carica esplosiva nello scafo. Poiché non erano disponibili motori fuoribordo che potessero essere prodotti in massa venne deciso di modificare il progetto con un motore entrobordo derivato dal campo automobilistico.
Nel 1937 gli ingegneri giapponesi studiarono lo scafo delle motosiluranti italiane, britanniche e statunitensi creando diversi modelli. Nel 1941 la barca, lunga 18 metri, era pronta e venne avviata la produzione in serie. Quando nel marzo del 1944 partì il programma di sviluppo della classe Shinyo vennero ripresi i progetti della motosilurante precedentemente costruita apportando alcune correzioni. Le dimensioni vennero diminuite di circa un mezzo.
La prima imbarcazione venne testata il 27 marzo 1944 non convincendo appieno poiché la prua a bassa velocità era quasi sommersa dall'acqua e il riduttore di giri non poteva essere prodotto in massa. Inoltre i primi prototipi erano costruiti con lo scafo in ferro che avrebbe richiesto troppo tempo per essere prodotto; si passò quindi ad uno scafo in legno.
Alla fine delle ostilità vennero prodotte 6197 unità di cui 3000 per l'Esercito e 3197 per la Marina. Le versioni per l'Esercito si differenziavano da quelle della Marina perché erano dotate di due bombe di profondità e non di due cariche esplosive installate a prua; perciò non si trattavano di veri e propri "barchini suicidi" poiché era data la possibilità al pilota di mettersi in salvo.

## Impiego Operativo

### Addestramento
Il 1 agosto 1944 arrivarono alla Scuola Navale di Kawatana circa 400 ragazzi con una età media di 17 anni. Di questi 150 scelsero di prestare servizio nei barchini esplosivi. Malgrado fosse previsto un corso di tre mesi gli squadroni appena formati vennero rischierati rapidamente nel teatro del Pacifico.

### Tecnica di attacco
Per portare efficacemente a termine un attacco mediante un barchino Shinyo era necessario centrare la murata della nave. Per i battelli in dotazione alla Marina era possibile saltare poco prima dell'impatto mentre in quelli dell'Esercito il pilota si doveva avvicinare alla nave bersaglio per lasciare cadere le bombe di profondità che erano impostate con un timer di 6 secondi. Durante quel lasco di tempo avrebbe dovuto eseguire una inversione ad U per allontanarsi dall'esplosione.
Realmente nessuna tecnica consentiva al pilota di sopravvivere all'attacco.
L'attivazione della carica poteva avvenire tramite tre modi diversi: elettricamente all'impatto, elettricamente in prossimità tramite un interruttore oppure manualmente. Il circuito era alimentato da una batteria che prima dell'attacco andava ad alimentare il circuito della miccia.
Alcune imbarcazioni erano dotate di armamento ausiliario come razzi o mitragliatrici.

### Efficacia
I barchini esplosivi ottennero qualche discreto risultato nelle Filippine e ad Okinawa, dove ne vennero trasportati rispettivamente 1100 e 400 esemplari. Lo Stato Maggiore della Marina aveva calcolato una percentuale di riuscita del 10%. Il pericolo maggiore era dato dalla loro scarsa velocità (massimo 18 nodi) che le ponevano sotto l'incessante fuoco delle mitragliatrici Alleate.

## Versioni
Informazioni estratte dalla relazione della marina militare statunitense in Giappone (1945-1946)

### Tipo 1
La Tipo 1 venne testata la prima volta nel luglio 1944 per risolvere i problemi accorsi ai prototipi testati a marzo. Per ovviare al problema del riduttore di giri, il motore venne spostato più avanti per consentire un collegamento diretto con l'elica. Per motivi di bilanciamento la carica esplosiva venne avanzata e fu installata una zavorra a poppa. La nuova configurazione consentì di accorciare la prua; la lunghezza complessiva si ridusse a 5,1 m.
L'imbarcazione era motorizzata da un motore Toyota a 6 cilindri ed armata con una carica di 270 kg di esplosivo Tipo 98 e da due razzi da 120 mm. Da prua a poppa si estendeva un cavo tagliareti.
Il posto di guida era provvisto oltre agli organi di comando, di una bussola magnetica e dei comandi di detonazione della carica.

### Tipo 2
La Tipo 2 venne sviluppata quasi parallelamente alla Tipo 1 dall'ingegnere civile Y. Otsu che lavorava presso il Centro di Ricerche Navali. Lo scopo era progettare una imbarcazione che assicurasse alte velocità con motore entrobordo di almeno 30 nodi.
La Tipo 2, lunga 6 metri con scafo in legno, era mossa da un motore Toyota da 68cv.
Durante le prove però l'imbarcazione raggiunse solamente 18 nodi; il progetto venne quindi abbandonato

### Tipo 5
Poiché era necessario coordinare le operazioni dei barchini esplosivi venne sviluppata una versione della Tipo 1 come "posto di comando". Sulla nuova imbarcazione trovavano posto due motori e due uomini. Il primo prototipo venne testato nel settembre 1944 raggiungendo una velocità di 25 nodi.
Per assolvere ai compiti di comando venne dotata di radio e di una mitragliatrice da 13 mm per difesa

### Tipo 6
Uno dei limiti delle Tipo 1 era la scarsa velocità che andava a penalizzare gli attacchi durante le ore diurne. Le Tipo 6 dovevano superare questi limiti adottando una propulsione a getto che era già in corso di sviluppo per Kaiten Tipo 2. La combustione avveniva tramite la combustione di gas formati da perossido di idrogeno, idrato di idrazina, gasolio e acqua.
Lo scafo era pressoché quello delle Tipo 1 con dei rinforzi sulla chiglia.
Durante il primo test l'imbarcazione raggiunse i 50 nodi prima che un surriscaldamento alla camera di combustione ed una perdita di gas provocarono un incendio a bordo; poco dopo la Tipo 6 affondò.
Per ovviare ai problemi accorsi durante le prove vennero progettate due nuove versioni delle Tipo 6: Mod.1 e Mod.2
La Tipo 6 Mod.1, lunga 7 metri, adottava una chiglia piatta. La camera di combustione venne raffreddata mediante acqua e le prestazioni salirono fino a raggiungere una velocità stimata di quasi 100 nodi. Durante i test però la barca, dopo aver raggiunto i 70 nodi, si ribaltò e subì gravi danni.
In risposta ai problemi di incontrollabilità la Mitsubishi progettò una nuova versione, la Tipo 6 Mod.2, che era caratterizzata da una chiglia a "V" profonda e da piccole ali; anch'essa si dimostrò inaffidabile e il progetto venne abbandonato

### Tipo 7
I cantieri navali di Yokosuka lavoravano ad una barca motorizzata a razzo quasi contemporaneamente allo sviluppo delle Tipo 6 da parte della Mitsubishi. Sette motori a razzo, derivati da quelli utilizzati dalle bombe BAKA, vennero installati a poppa. Il pilota doveva accendere ogni razzo manualmente e singolarmente tramite un interruttore.
Durante il collaudo, a una velocità di 60 nodi, la prua dell'imbarcazione finì sotto un'onda; il progetto venne abbandonato

### Tipo 8
Le Shinyo Tipo 8 erano una versione più grande delle Tipo 5. La lunghezza salì a 8 metri e trovavano ora posto 3 uomini di equipaggio. Le Tipo 8 erano motorizzate da tre motori Toyota e potevano raggiungere una velocità massima di 23 kn. Non erano dotate di carica esplosiva ma di due siluri Tipo 2 e dei razzi da 28 cm già presenti nelle altre versioni